# Тиг, Джефф
Джеффри (Джефф) Демарко Тиг (англ. Jeffrey (Jeff) Demarco Teague; родился 10 июня 1988 года в Индианаполисе, Индиана) — американский  бывший профессиональный баскетболист. Играл на позиции разыгрывающего защитника. Был выбран на драфте НБА 2009 года в первом раунде под общим 19-м номером командой «Атланта Хокс».

## Ранние годы
Джефф Тиг родился 10 июня 1988 года в семье Шона и Кэрол Тиг. Отец Джеффа играл в баскетбол за команды Миссурийского и Бостонского университетов, в последней его тренировал известный специалист Рик Питино. У Джеффа есть два брата и две сестры. Его младший брат Маркиз также профессиональный баскетболист, играл в НБА за «Чикаго Буллз» и «Бруклин Нетс». Двоюродный брат Джеффа, Дэвид Тиг, играл в баскетбол на студенческом и профессиональном уровнях.

## Старшая школа
Джефф Тиг учился в старшей школе Пайка в Индианаполисе и был звездой школьной баскетбольной команды под руководством тренера Билли Райта. В выпускном классе он в среднем за игру школьного чемпионата набирал 22 очка, делал 4 передачи и 2 перехвата. Его команда «Ред Девилс» завершила сезон с 20 победами при 5 поражениях. Тиг был признан самым ценным игроком команды и был включён в первую символическую сборную лучших игроков конференции. В общенациональном рейтинге Scout.com лучших разыгрывающих защитников среди учащихся старшей школы Джефф на момент завершения сезона занимал 8-е место, среди всех игроков 36-е место. В аналогичном рейтинге Rivals.com — 9-е место среди разыгрывающих и 57-е среди всех игроков. Тиг получил предложение спортивной стипендии от многих университетов, среди которых были Индиана, Пердью, Бостонский колледж, свой выбор он остановил на Университете Уэйк-Форест.

## Колледж
В сезоне 2007/08 первокрусник Джефф Тиг набирал в среднем за игру студенческого чемпионата 13,9 очков, по этому показателю он занимал в команде Университета Уэйк-Форест второе место после другого новичка, Джеймса Джонсона. Кроме того, Тиг лидировал в команде по перехватам, закончив сезон с показателем 55, и был вторым в команде по передачам (74). По итогам сезона он был удостоен включения в символическую сборную новичков конференции Атлантического Побережья.
Во втором своём сезоне в студенческом чемпионате Тиг повысил свою результативность до 18,8 очков, 3,5 передач, 1,9 перехватов в среднем за игру, став лучшим в команде по этим показателям. Благодаря игре Джеффа команда Уэйк-Фореста занимала первое место в общенациональном рейтинге. По итогам сезона Тиг был включён во вторую символическую сборную конференции, недобрав лишь три балла для попадания в первую. Также он был удостоен включения во вторую всеамериканскую сборную NCAA. Тиг стал 13-м игроком в истории Университета Уэйк-Фореста, включённым во всеамериканскую сборную. Кроме того, он был в числе финальных претендентов на призы имени Боба Коузи, Джона Вудена и Оскара Робертсона.

## НБА
8 апреля 2009 года Тиг выставил свою кандидатуру на драфт НБА 2009 года, окончательно отказавшись от продолжения карьеры в студенческом спорте 15 июня. 25 июня он был выбран на драфте в первом раунде под 19-м номером командой «Атланта Хокс». 20 июля 2009 года Тиг подписал свой первый профессиональный контракт с «Хокс».
10 июля 2013 года ставший ограниченно свободным агентом Тиг согласился на предложенный клубом «Милуоки Бакс» четырёхлетний контракт на сумму 32 млн долларов. Через три дня «Хокс» повторили это предложение, тем самым, сохранив у себя игрока.
7 июля 2016 года Тиг перешёл в команду «Индиана Пэйсерс» в результате трёхсторонней сделки с участием «Хокс» и «Юта Джаз». «Пэйсерс» отдали в «Юту» своего защитника Джорджа Хилла, «Атланта» же получила от «Юты» новичка Тореана Принса.
30 ноября 2020 года Тиг подписал контракт с «Бостон Селтикс».

## Статистика

### Статистика в НБА
| Сезон                                                                                    | Команда   | Регулярный сезон | Регулярный сезон | Регулярный сезон | Регулярный сезон | Регулярный сезон | Регулярный сезон | Регулярный сезон | Регулярный сезон | Регулярный сезон | Регулярный сезон | Регулярный сезон | Серия плей-офф | Серия плей-офф | Серия плей-офф | Серия плей-офф | Серия плей-офф | Серия плей-офф | Серия плей-офф | Серия плей-офф | Серия плей-офф | Серия плей-офф | Серия плей-офф |
| Сезон                                                                                    | Команда   | GP               | GS               | MPG              | FG%              | 3P%              | FT%              | RPG              | APG              | SPG              | BPG              | PPG              | GP             | GS             | MPG            | FG%            | 3P%            | FT%            | RPG            | APG            | SPG            | BPG            | PPG            |
| ---------------------------------------------------------------------------------------- | --------- | ---------------- | ---------------- | ---------------- | ---------------- | ---------------- | ---------------- | ---------------- | ---------------- | ---------------- | ---------------- | ---------------- | -------------- | -------------- | -------------- | -------------- | -------------- | -------------- | -------------- | -------------- | -------------- | -------------- | -------------- |
| 2009/10                                                                                  | Атланта   | 71               | 3                | 10,1             | 39,6             | 21,9             | 83,7             | 0,9              | 1,7              | 0,5              | 0,2              | 3,2              | 9              | 0              | 6,5            | 33,3           | 40,0           | -              | 0,2            | 0,4            | 0,3            | 0,1            | 1,8            |
| 2010/11                                                                                  | Атланта   | 70               | 7                | 13,8             | 43,8             | 37,5             | 79,4             | 1,5              | 2,0              | 0,6              | 0,4              | 5,2              | 8              | 6              | 29,8           | 51,4           | 14,3           | 82,6           | 2,1            | 3,5            | 0,8            | 0,4            | 11,8           |
| 2011/12                                                                                  | Атланта   | 66               | 66               | 33,1             | 47,6             | 34,2             | 75,7             | 2,4              | 4,9              | 1,6              | 0,6              | 12,6             | 6              | 6              | 37,4           | 41,1           | 41,2           | 89,5           | 3,7            | 4,2            | 0,8            | 0,8            | 14,0           |
| 2012/13                                                                                  | Атланта   | 80               | 78               | 32,9             | 45,1             | 35,9             | 88,1             | 2,3              | 7,2              | 1,5              | 0,4              | 14,6             | 6              | 6              | 35,5           | 33,3           | 30,0           | 82,1           | 2,8            | 5,0            | 1,5            | 0,3            | 13,3           |
| 2013/14                                                                                  | Атланта   | 79               | 79               | 32,2             | 43,8             | 32,9             | 84,6             | 2,6              | 6,7              | 1,1              | 0,2              | 16,5             | 7              | 7              | 34,6           | 39,3           | 33,3           | 95,0           | 3,7            | 5,0            | 1,0            | 0,6            | 19,3           |
| 2014/15                                                                                  | Атланта   | 73               | 72               | 30,5             | 46,0             | 34,3             | 86,2             | 2,5              | 7,0              | 1,7              | 0,4              | 15,9             | 16             | 16             | 33,0           | 41,0           | 32,3           | 86,7           | 3,2            | 6,7            | 1,5            | 0,4            | 16,8           |
| 2015/16                                                                                  | Атланта   | 79               | 78               | 28,5             | 43,9             | 40,0             | 83,7             | 2,7              | 5,9              | 1,2              | 0,3              | 15,7             | 10             | 10             | 27,9           | 38,0           | 25,0           | 84,6           | 1,9            | 6,1            | 0,6            | 0,2            | 14,5           |
| 2016/17                                                                                  | Индиана   | 82               | 82               | 32,4             | 44,2             | 35,7             | 86,7             | 4,0              | 7,8              | 1,2              | 0,4              | 15,3             | 4              | 4              | 35,6           | 48,9           | 52,9           | 83,3           | 3,3            | 6,3            | 1,0            | 0,8            | 17,0           |
| 2017/18                                                                                  | Миннесота | 70               | 70               | 33,0             | 44,6             | 36,8             | 84,5             | 3,0              | 7,0              | 1,5              | 0,3              | 14,2             | 5              | 5              | 30,6           | 45,1           | 38,9           | 70,6           | 3,6            | 5,8            | 0,6            | 0,4            | 13,0           |
| 2018/19                                                                                  | Миннесота | 42               | 41               | 30,1             | 42,3             | 33,3             | 80,4             | 2,5              | 8,2              | 1,0              | 0,4              | 12,1             | Не участвовал  | Не участвовал  | Не участвовал  | Не участвовал  | Не участвовал  | Не участвовал  | Не участвовал  | Не участвовал  | Не участвовал  | Не участвовал  | Не участвовал  |
| 2019/20                                                                                  | Миннесота | 34               | 13               | 27,8             | 44,8             | 37,9             | 86,8             | 2,6              | 6,1              | 0,7              | 0,4              | 13,2             | Не участвовал  | Не участвовал  | Не участвовал  | Не участвовал  | Не участвовал  | Не участвовал  | Не участвовал  | Не участвовал  | Не участвовал  | Не участвовал  | Не участвовал  |
| 2019/20                                                                                  | Атланта   | 25               | 4                | 20,8             | 41,2             | 33,3             | 88,7             | 2,2              | 4,0              | 0,8              | 0,2              | 7,7              | Не участвовал  | Не участвовал  | Не участвовал  | Не участвовал  | Не участвовал  | Не участвовал  | Не участвовал  | Не участвовал  | Не участвовал  | Не участвовал  | Не участвовал  |
| 2020/21                                                                                  | Бостон    | 34               | 5                | 18,1             | 41,5             | 46,4             | 83,6             | 1,7              | 2,1              | 0,8              | 0,2              | 6,9              | Не участвовал  | Не участвовал  | Не участвовал  | Не участвовал  | Не участвовал  | Не участвовал  | Не участвовал  | Не участвовал  | Не участвовал  | Не участвовал  | Не участвовал  |
| 2020/21                                                                                  | Милуоки   | 21               | 2                | 15,9             | 46,9             | 38,5             | 86,4             | 1,5              | 2,8              | 0,4              | 0,2              | 6,6              | 16             | 0              | 7,5            | 29,0           | 45,5           | 81,8           | 0,5            | 0,8            | 0,2            | 0,0            | 2,0            |
|                                                                                          | Всего     | 826              | 600              | 26,8             | 44,4             | 36,0             | 84,4             | 2,4              | 5,6              | 1,1              | 0,3              | 12,2             | 87             | 60             | 25,3           | 40,5           | 34,3           | 85,4           | 2,2            | 4,1            | 0,8            | 0,3            | 11,4           |
| Наведите курсор мыши на аббревиатуры в заголовке таблицы, чтобы прочесть их расшифровку. |           |                  |                  |                  |                  |                  |                  |                  |                  |                  |                  |                  |                |                |                |                |                |                |                |                |                |                |                |

### Статистика в NCAA
| Сезон | Команда     | Conf  | Class | GP | GS | MPG  | FG%  | 3P%  | FT%  | RPG | APG | SPG | BPG | PPG  |
| --- | ----------- | ----- | ----- | -- | -- | ---- | ---- | ---- | ---- | --- | --- | --- | --- | ---- |
| 2007/08 | Уэйк-Форест | ACC   | FR    | 30 | 21 | 29,7 | 43,4 | 39,5 | 80,3 | 2,7 | 2,5 | 1,8 | 0,5 | 13,9 |
| 2008/09 | Уэйк-Форест | ACC   | SO    | 31 | 31 | 32,0 | 48,5 | 44,1 | 81,7 | 3,3 | 3,5 | 1,9 | 0,6 | 18,8 |
| Всего | Всего       | Всего | Всего | 61 | 52 | 30,9 | 46,2 | 42,1 | 81,2 | 3,0 | 3,0 | 1,9 | 0,6 | 16,4 |
| Наведите курсор мыши на аббревиатуры в заголовке таблицы, чтобы прочесть их расшифровку Статистика приведена с сайта sports-reference.com |             |       |       |    |    |      |      |      |      |     |     |     |     |      |